# لجنة المساواة وحقوق الإنسان

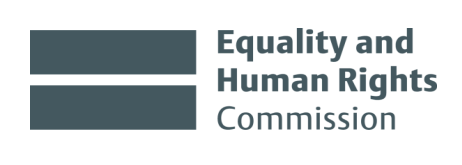

لجنة المساواة وحقوق الإنسان (EHRC) هي هيئة عامة غير وزارية في إنجلترا وويلز. أُنشِئت بموجب قانون المساواة لعام 2006 اعتبارًا من 1 أكتوبر عام 2007. تتحمّل اللجنة مسؤولية تعزيز وإنفاذ قوانين المساواة وعدم التمييز في إنجلترا واسكتلندا وويلز. وتولّت مسؤوليات لجنة المساواة العرقية ولجنة تكافؤ الفرص ولجنة حقوق المعوقين. وهي تتحمّل مسؤولية المجالات الأخرى لقانون المساواة: كالعمر والتوجّه الجنسي والدين أو المعتقد. وهي مؤسسة وطنية لحقوق الإنسان تسعى إلى تعزيز وحماية حقوق الإنسان في إنجلترا وويلز.
لدى لجنة المساواة وحقوق الإنسان (EHRC) مكاتب في مانشستر ولندن وغلاسكو وكارديف. وهي هيئة عامة غير وزارية (NDPB) برعاية مكتب المساواة الحكومية وفرع من وزارة التعليم (DfE). وهي منفصلة عن الحكومة ومستقلة عن نفسها ولكنها تخضع للمساءلة عن استخدامها للأموال العامة. رئيس اللجنة هو ديفيد إسحاق.
لا تمتد وظائف لجنة المساواة وحقوق الإنسان (EHRC) إلى أيرلندا الشمالية، حيث توجد لجنة المساواة (ECNI) المستقلة ولجنة لحقوق الإنسان (NIHRC). وأُسِّسَت كل منهما بموجب قانون أيرلندا الشمالية لعام 1998 تطبيقًا لاتفاقية بلفاست/ الجمعة العظيمة.

## صلاحياتها
تستمد لجنة المساواة وحقوق الإنسان (EHRC) صلاحياتها من قانون المساواة لعام 2006، الذي انبثق عن الورقة البيضاء للحكومة، «العدالة للجميع: لجنة جديدة للمساواة وحقوق الإنسان». ينص البند 3 على أنه واجب عام على لجنة المساواة وحقوق الإنسان العمل من أجل تطوير مجتمع تترسّخ فيه أسس المساواة والحقوق. ويقصد بذلك:
(أ) ألا يحدّ التحيّز أو التمييز من قدرة الناس على تحقيق إمكاناتهم.
(ب) احترام وحماية حقوق الإنسان لكل فرد (بما في ذلك احترام كرامة كل فرد وقدره).
(ج) يتمتّع كل شخص بفرص متساوية للمشاركة في المجتمع.
(د) أن يكون هناك احترام متبادل بين المجتمعات على أساس فهم التنوّع وتقييمه وعلى الاحترام المشترك للمساواة وحقوق الإنسان.
يعزّز البند 30 قدرة لجنة المساواة وحقوق الإنسان على التقدّم بطلب للمراجعة القضائية والتدخل في إجراءات المحكمة، من خلال توفير حكم قانوني صريح لمثل هذا الإجراء. تمنح البنود 31-2 لجنة المساواة وحقوق الإنسان سلطة جديدة لتقييم امتثال السلطات العامة لواجباتها الإيجابية المتعلقة بالمساواة. يمكن أن تصدر «إشعارات الامتثال» إذا وجدت أن السلطة العامة تفشل في أداء واجباتها. من المهم أن السلطات العامة ملزَمة بموجب قانون حقوق الإنسان لعام 1998 بالتصرف بطريقة تتوافق مع الاتفاقية الأوروبية لحقوق الإنسان (المادة 6 من قانون حقوق الإنسان HRA). وبالتالي، فإن دور (EHRC) هو إثارة الأمور قبل وصولها المحاكم. لذلك إذا كنت تعمل لدى رب عمل في القطاع العام (كالمجلس المحلي أو الخدمة المدنية)، فهناك طرق أخرى لتطبيق معايير المساواة لصالحك. قد يبدو هذا غريبًا إلى حد ما بالنظر إلى أن أصحاب العمل في القطاع العام يظهرون على الدوام أن لديهم ممارسات ممتازة في مكان العمل. يسمح البند 30 (3) من قانون المساواة لعام 2006 للجنة (EHRC) برفع دعاوى المراجعة القضائية بموجب قانون حقوق الإنسان ضد السلطات العامة. وهذه وسيلة أنجع من المعتاد لأن (EHRC) لا تخضع لمتطلبات طبيعية من كونها «ضحية» لانتهاك حقوق الإنسان.
بموجب البند 24، يمكن أن تدخل (EHRC) في اتفاقيات ملزمة مع أرباب العمل. لذلك، على سبيل المثال، يمكن لها أن تتفق مع رب العمل على الالتزام بمراجعة أفضل ممارسات المساواة أو تجنب الممارسات القائمة على أساس التمييز التي قد تحددها، في مقابل عدم فتح تحقيق (لأنه أمر سيئ بالنسبة لسمعة أصحاب العمل). يمكن أن تنفذ هذه الاتفاقات من خلال الإنذارات القضائية. في السابق كانت لجنة حقوق الأشخاص ذوي الإعاقة فقط هي التي تتمتع بهذه الصلاحيات، وكانت لجنة المساواة العرقية (CRE) ولجنة تكافؤ الفرص (EOC) أكثر محدودية. على سبيل المثال، لم تكن (EOC) تحصل على السلطة لتقديم الأوامر القضائية إلا ضد الهيئات التي لها سجل مخٍز من التمييز.
يمنح البند 20 لجنة المساواة وحقوق الإنسان صلاحية إجراء التحقيقات عندما تراودها «شكوك» بحدوث تمييز غير قانوني. بينما كانت تقتصر صلاحيتها في السابق على شرط «الشك المعقول» الذي دفع اللجان السابقة لتوخي الحذر أكثر. من الناحية القانونية، هذا هو الفرق بين اختبار اللا عقلانية واختبار الشخص العقلاني. وبعبارة أخرى، لا يمكن للمحكمة أن تعلن أن التحقيق غير قانوني ما لم تأخذ بعين الاعتبار أن لجنة المساواة وحقوق الإنسان كانت تجري تحقيقًا، فلم يكن بإمكان أي شخص عقلاني التوصّل إلى نفس النتيجة. قبل إعلان المحكمة بعدم قانونية التحقيق إذا اعتقدت أن مَثَل «الرجل على حافلة كالفام» لن يعتبر رب العمل «ممارسًا للتمييز».
هناك بعض التعقيدات في صلة قانون حقوق الإنسان لعام 1998 بصلاحيات لجنة المساواة وحقوق الإنسان. إذا كان هنالك «تحقيق ما» (أي أن رب العمل على الأرجح سيشعر بالعار من نشر اسمه خلال التحقيق) لن تتمكن EHRC من بدء تحقيق في هيئة عامة لتجنّب ارتكاب انتهاكات بموجب قانون حقوق الإنسان. أيضًا لا يمكنها دعم القضايا الفردية في الهيئات القضائية والمحاكم التي تتعلق فيها القضية بالأمور التي تنطوي تحت قانون حقوق الإنسان وليس بعض قوانين المساواة البريطانية الموجودة مسبقًا (كقانون التمييز على أساس الجنس لعام 1975). من الناحية العملية، سيكون هذا مثيرًا لمشاكل ليست بالهيّنة لأنه في حال وجود ادعاء بموجب قانون حقوق الإنسان، عادةً ما يُجرى تحديث للتشريعات البريطانية التي لم تشمل هذه المشكلات للامتثال لحقوق الاتفاقية الأوروبية (هذه هي الحقوق التي يطبقها قانون حقوق الإنسان). بالإضافة، من الصعب رسم الخط الفاصل بين ما تشمله الاتفاقية الأوروبية وما يشمله التشريع المحلي بالفعل. وعلى أي حال، فإن المادة 28 تمنح الوزير سلطة إعطاء الإذن لقضية تمييز التي يجب الخوض بها إذا أُسقِطَت قضية التشريعات المحلية، ولكن ما تزال هناك مسألة حقوق إنسان محضة.
وكالهيئة التي ستحل محل المحكمة، فإن صلاحيات EHRC الجديدة ليست واسعة. دعا بعض الأشخاص إلى مواصلة التغييرات إلى ما هو أبعد من ذلك. للسماح، على سبيل المثال، لـ EHRC برفع دعاوى ضد أرباب العمل باسمها في أي قضية (بدلًا من قضايا حقوق الإنسان فقط) تمامًا كما هو بمستطاع النظراء الأمريكيين والأستراليين والبلجيكيين والكنديين والنيوزيلنديين.

## المكانة العالمية
على الرغم من عمل لجنة المساواة وحقوق الإنسان على المستوى دون الوطني، فقد حصلت على الاعتراف في عام 2009 كعضو في الشبكة العالمية للمؤسسات الوطنية لحقوق الإنسان (NHRIs). فقد حصلت على اعتماد «المركز ألف» من لجنة التنسيق الدولية (ICC) للمؤسسات الوطنية لحقوق الإنسان. وهذا يتيح للجنة تعزيز الوصول إلى مجلس حقوق الإنسان وهيئات المعاهدات وغيرها من هيئات حقوق الإنسان التابعة للأمم المتحدة. كانت EHRC ثاني مؤسسة وطنية لحقوق الإنسان في المملكة المتحدة، بعد إنشاء لجنة حقوق الإنسان في أيرلندا الشمالية (NIHRC) في عام 1999، وأصبحت اللجنة الاسكتلندية لحقوق الإنسان (SHRC) هي الثالثة التي حصلت على اعتماد لجنة التنسيق الدولية في عام 2010. تتقاسم الهيئات الثلاث حقوق التمثيل والتصويت في لجنة التنسيق الدولية وشبكتها الإقليمية، المجموعة الأوروبية للمؤسسات الوطنية لحقوق الإنسان.
شاركت لجنة المساواة وحقوق الإنسان منذ عام 2008 في إعداد التقارير الموازية في تفتيش المملكة المتحدة بموجب معاهدات الأمم المتحدة ومجلس أوروبا لحقوق الإنسان، وفي الاستعراض الدوري الشامل (UPR). وصُنِّقت في عام 2008 كجزء من الآلية المستقلة للمملكة المتحدة لتعزيز ومراقبة وحماية التنفيذ في هيئة اتفاقية الأمم المتحدة لحقوق الأشخاص ذوي الإعاقة (CRPD). (تشارك في هذا الدور مع المؤسستين الأخريين في المملكة المتحدة -لجنة حقوق الإنسان في إيرلندا الشمالية واللجنة الأسكتلندية لحقوق الإنسان- ولجنة المساواة في أيرلندا الشمالية.) تترأس EHRC مجموعة عمل اتفاقية حقوق الأشخاص ذوي الإعاقة (CRPD) للمجموعة الأوروبية للمؤسسات الوطنية لحقوق الإنسان (NHRIs).

## الأنشطة البارزة

### التقاضي ضد الحزب الوطني البريطاني
في أعقاب انتخاب اثنين من أعضاء البرلمان الأوروبي من الحزب الوطني البريطاني (BNP) في الانتخابات الأوروبية التي جرت عام 2009، أثارت اللجنة مشكلة محتملة تتعلق بالتمويل العام لأن دستور الحزب الوطني البريطاني ينصّ على أن التوظيف مفتوح فقط أمام الأعضاء «القوقازيين الأصليين ومجموعات عرقية محددة منبثقة عن هذا العرق» وصرّح المدير القانوني للمفوضية جون وادهام أن «المشورة القانونية التي تلقيناها تشير إلى أن دستور الحزب الوطني البريطاني ومعايير العضوية وممارسات التوظيف وتقديم الخدمات للناخبين والجمهور قد تنتهك قوانين التمييز التي جميع الأحزاب السياسية ملزمة قانونيًا بالتقيّد بها» ويتعلق ذلك بقانون العلاقات العرقية لعام 1976، الذي يحظر الرفض أو الإغفال المتعمّد لتقديم العمل على أساس عدم العضوية في أي منظمة.
طلبت اللجنة من BNP تقديم تعهدات مكتوبة بأنه لن يكون هناك تمييز في إجراءات التوظيف. أجاب BNP على الرسالة بالقول إنه «يعتزم توضيح كلمة «أبيض» على موقعه على الشبكة». ومع ذلك، نظرًا إلى أن اللجنة تعتقد أن BNP سيواصل التمييز ضد الأعضاء المحتملين أو الفعليين على أسس عرقية، أعلنت اللجنة في 24 أغسطس 2009 أنها قد أصدرت دعاوى قضائية ضده. في بيان لها، خفّضت اللجنة الأسس التي تستند إليها في اتخاذ إجراء ضد BNP، مصرّحة الآتي: «تعتقد اللجنة أن دستور BNP ومعايير العضوية فيه قائمة على أساس التمييز، علاوةً على أن النشر المستمر لهما على موقع الحزب غير قانوني. لذلك أصدرت المحكمة دعاوى قضائية ضد زعيم الحزب نيك غريفين ومسؤولين آخرين. قررت اللجنة ألا تبت في سببين آخرين وردا في رسالتها قبل إجراء الدعاوى، في ضوء التزام BNP بالامتثال للقانون».